# Puchar Świata w Zapasach 2002
Zawody Pucharu Świata w 2002 roku
- w stylu klasycznym mężczyzn i w stylu wolnym kobiet rywalizowano pomiędzy 19-20 października w Kairze (Egipt),
- a w stylu wolnym mężczyzn w dniach 6 i 7 kwietnia w Spokane (Stany Zjednoczone).

## Styl klasyczny

### Ostateczna kolejność drużynowa
| Poz. | Państwo           |
| ---- | ----------------- |
|      | Turcja            |
|      | Egipt             |
|      | Stany Zjednoczone |
| 4.   | Chiny             |
| 5.   | Tunezja           |

## Styl wolny

### Ostateczna kolejność drużynowa
| Poz. | Państwo           |
| ---- | ----------------- |
|      | Stany Zjednoczone |
|      | Rosja             |
|      | Korea Południowa  |
| 4.   | Mongolia          |
| 5.   | Kanada            |
| 6.   | Niemcy            |

### Klasyfikacja indywidualna
| Waga   |                     |                 |                           | 4                      | 5                        | 6                       |
| ------ | ------------------- | --------------- | ------------------------- | ---------------------- | ------------------------ | ----------------------- |
| 55 kg  | Stephen Abas        | Kim Jong-dae    | Bajaraagijn Naranbaatar   | Mikheil Japaridze      | Nassir Abduallaev        | Vasilij Zeiher          |
| 60 kg  | Gia Sissaouri       | Eric Guerrero   | Ojuunbilegijn Pürewbaatar | Ramil Isłamow          | Hwang Hwan-woong         | Daniel Wilde            |
| 66 kg  | Baek Jin-guk        | Shamil Umalatov | Bill Zadick               | Adjaachüügijn Boldsüch | Chris Bono               | Neal Ewers Engin Ürün   |
| 74 kg  | Joe Williams        | Irbiek Farnijew | Alexander Leipold         | Choi Kwon-sub          | Batchuluun Battuya       | Zoltan Hunyady          |
| 84 kg  | Chadżymurat Gacałow | Mun Ui-je       | Lee Fullhart              | Nicholas Ugoalah       | Tümen-Öldzijn Mönchbajar | Marc Buschle            |
| 97 kg  | Giorgi Gogszelidze  | Chad Lamer      | Dean Schmeichel           | Kang Dong-guk          | Jurij Szmatow            | Tüwszintörijn Enchtujaa |
| 120 kg | Kerry McCoy         | Oleg Chorpiakow | Gelegdżamcyn Ösöchbajar   | Sven Thiele            | Eric Kirschner           | Jung Chun-mo            |

## Styl wolny - kobiety

### Ostateczna kolejność drużynowa
| Poz. | Państwo |
| ---- | ------- |
|      | Japonia |
|      | Rosja   |
|      | Ukraina |
| 4.   | Chiny   |
| 5.   | Kanada  |
| 6.   | Tunezja |
| 7.   | Egipt   |

### Klasyfikacja indywidualna
| Waga  |                      |                       |                       | 4                  | 5                 | 6                      | 7                         | 8                                               |
| ----- | -------------------- | --------------------- | --------------------- | ------------------ | ----------------- | ---------------------- | ------------------------- | ----------------------------------------------- |
| 48 kg | Misato Shimizu       | Yang Zuying           | Julija Wojtowa        | Lilija Kaskarakowa | Fadila al-Lawati  | Julie Harris           | Rasza Muhammad an-Niklawi | Sahar Salim                                     |
| 51 kg | Natalja Golc         | Cui Ying              | Inessa Rebar          | Ninako Hattori     | Teresa Piotrowski | Nur al-Huda al-Badżawi | Manar Sa’id Hasan         | ----                                            |
| 55 kg | Seiko Yamamoto       | Tetiana Łazarewa      | Natalja Karamczakowa  | Jin Yue            | Tonya Verbeek     | Sawsan Al-Rawafy       | Sumajja Abd al-Latif      | ----                                            |
| 59 kg | Reina Iwama          | Alona Kartaszowa      | Oksana Szalikowa      | Yan Cuifen         | Helen Hennick     | Saiza Al-Bagawy        | Abir Abd al-Wahhab        | ----                                            |
| 63 kg | Kaori Ichō           | Meng Lili             | Viola Yanik           | Lubow Wołosowa     | Anna Połowniewa   | Olga Basulina          | Sumajja Bin Sasi          | Sara al-Aszram                                  |
| 67 kg | Kateryna Burmistrowa | Jelena Pieriepielkina | Zhang Yanling         | Megan Dolan        | Norie Saitō       | Kaouthmen Ghanmi       | Darja Nazarowa            | Jusrijja Madżdi Abd al-Muti 9. Sara Ahmed Maher |
| 72 kg | Kyōko Hamaguchi      | Ohenewa Akuffo        | Swietłana Martynienko | Saida Riabi        | Jiang Xueyan      | Sara Ahmed Maher       | Alona Starodubcewa        | Ahlam Muhammad Fu’ad                            |